# Tellermine

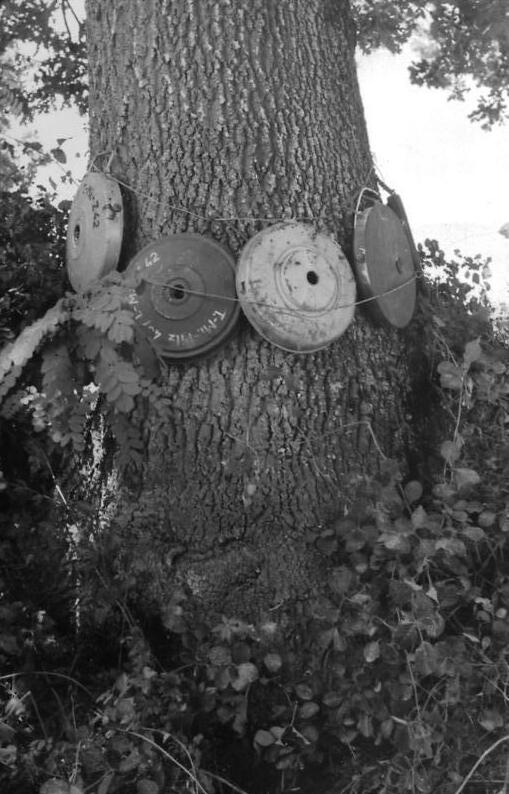
Diverses Tellermines attachées à un arbre. Les fusées et les plaques de pression n’ont pas été installées

La Tellermine (nom allemand, au pluriel Tellerminen) était une mine antichar de fabrication allemande courante pendant la Seconde Guerre mondiale. Avec des explosifs scellés à l’intérieur d’une enveloppe en tôle et équipées d’une fusée actionnée par pression, les Tellerminen avaient une poignée de transport intégrée sur le côté. Comme leur nom l’indique (Teller est le mot allemand pour plat ou assiette), les mines étaient en forme d’assiette.
Contenant un peu plus de 5,5 kilogrammes de TNT et avec une pression d’activation de la fusée d’environ 200 livres (91 kg), la Tellermine était capable de faire sauter les chenilles de n’importe quel char d'assaut de l’époque de la Seconde Guerre mondiale ou de détruire un véhicule légèrement blindé. En raison de sa pression de fonctionnement plutôt élevée, seul un véhicule ou un objet lourd passant au-dessus de la Tellermine pouvait la déclencher.
Des deux types de fusées à pression disponibles pour les Tellerminen, la fusée T.Mi.Z.43, se distinguait par un dispositif anti-manipulation intégré en standard : lorsque la fusée T.Mi.Z.43 est insérée et que la plaque de pression (ou le bouchon à vis) est vissée en place, elle cisaille une faible goupille d’armement à l’intérieur de la fusée avec un « claquement » audible. Cette action arme le dispositif anti-manipulation. Par la suite, toute tentative de désarmement de la mine en dévissant la plaque de pression (ou le bouchon à vis) pour retirer la fusée libérera automatiquement le percuteur à ressort à l’intérieur de celle-ci, déclenchant la détonation.
Étant donné qu’il est impossible de déterminer quel type de fusée a été installé, aucune plaque de pression ou bouchon à vis ne peut jamais être retiré en toute sécurité d’une Tellermine. La fusée T.Mi.Z.43 peut être installée sur les Tellerminen des séries 35, 42 et 43.
Pour entraver le déminage, toutes les Tellerminen comportaient deux puits de mise à feu supplémentaires (situés sur le côté et en dessous) pour permettre la fixation de dispositifs anti-manipulation, généralement une forme de fusée de traction.

## Modèles
Il y a eu quatre modèles de Tellerminen fabriqués pendant la Seconde Guerre mondiale :
- Tellermine 43
- Tellermine 42
- Tellermine 35
- Tellermine 29

Environ 3 622 900 Tellerminen 43 ont été produites par l’Allemagne pour la Wehrmacht de 1943 à 1944.